# Provincia de Magdeburgo
La Provincia de Magdeburgo (del alemán: Provinz Magdeburg) fue una provincia del Estado Libre de Prusia dentro de la Alemania nazi desde 1944-45. La capital provincial fue Magdeburgo.
La provincia fue creada el 1 de julio de 1944, a partir del Regierungsbezirk Magdeburgo, una región gubernamental de la anterior Provincia de Sajonia. 
La provincia fue ocupada por tropas americanas después de la conquista de Magdeburgo en abril de 1945 durante la II Guerra Mundial. Después de que el territorio fuera transferido de control americano a control soviético, fue fusionado con Halle-Merseburg y Anhalt para recrear la Provincia de Sajonia, más tarde renombrada Provincia de Sajonia-Anhalt y en último término Estado Federado de Sajonia-Anhalt.

## Distritos en 1945

### Regierungsbezirk Magdeburgo

#### Distritos urbanos
1. Aschersleben
2. Burg bei Magdeburg
3. Halberstadt
4. Magdeburg
5. Quedlinburg
6. Salzwedel
7. Stendal

#### Distritos rurales
1. Calbe a./S.
2. Gardelegen
3. Haldensleben
4. Jerichow I (sede: Burg bei Magdeburg)
5. Jerichow II (sede: Genthin)
6. Oschersleben (Bode)
7. Osterburg
8. Quedlinburg
9. Salzwedel
10. Stendal
11. Wanzleben
12. Wernigerode
13. Wolmirstedt

- Datos: Q896419